# Restricciones a los datos geográficos en Corea del Sur
La información y los datos geográficos de Corea del Sur están sujetos a varias regulaciones que restringen severamente su reutilización. El gobierno surcoreano defiende las restricciones por motivos de seguridad nacional, mientras que varios críticos internacionales sostienen que constituye una forma de proteccionismo y una barrera comercial.

## Situación jurídica
Los datos geográficos de Corea del Sur están sujetos a varias restricciones debido a leyes como ko (también conocida como Ley de Construcción y Gestión de Información Espacial). El artículo 16, párrafo 1 de esa ley prohíbe que los datos de encuestas realizadas por el Estado crucen las fronteras físicas de Corea. Otra legislación relacionada es el artículo 26 del Reglamento de Seguridad de la Información Espacial Nacional que establece que las fotografías aéreas que contengan las instalaciones militares y de seguridad nacional no deben estar abiertas al público.

## Consecuencias
Las restricciones legales han provocado un peor rendimiento de plataformas internacionales como Google Maps o Apple Maps en Corea del Sur. En 2016 y 2023, a Google y Apple respectivamente se les negaron datos cartográficos, por lo que no pueden ofrecer direcciones precisas o en tiempo real para sus aplicaciones, lo que afecta a varios servicios (incluidos juegos como Pokémon GO, pero también funciones más básicas como indicaciones para llegar en coche o a pie). El gobierno de Corea del Sur ha justificado repetidamente esta política sobre la base de la seguridad nacional, citando la amenaza de Corea del Norte y preocupaciones de seguridad específicas como el peligro de imágenes satelitales nítidas de instalaciones militares nacionales, aunque varios observadores también han señalado que la actual situación es una forma de proteccionismo que beneficia a los competidores locales coreanos de servicios internacionales (como Naver, Kakao o Daum, que proporcionan sus propios servicios de mapas).
La ley y la implementación coreanas han sido denominadas barreras comerciales. Los representantes comerciales de Estados Unidos sugirieron que infringe el TLC KORUS entre los países, que en teoría no permite la discriminación entre productos digitales nacionales e importados. Por otro lado, se ha argumentado que la carga adicional impuesta a las empresas nacionales que tienen que implementar la censura puede reducir la calidad de los servicios ofrecidos y, por tanto, su competitividad.
Estas preocupaciones legales han llevado a la autocensura en los medios de comunicación de Corea del Sur, lo que ha generado argumentos de que perjudica la capacidad de los coreanos para juzgar la veracidad de las afirmaciones de la propaganda norcoreana sobre el ejército de Corea del Sur.
El argumento sobre la seguridad nacional ha sido criticado debido al hecho de que la comparación entre imágenes satelitales disponibles internacionalmente y las censuradas aprobadas por el gobierno de Corea del Sur puede en realidad facilitar la identificación de objetos militares que presumiblemente deberían estar ocultos, haciéndolos más, no menos, vulnerables. Además, algunos de los objetos clasificados como instalaciones militares y censurados tienen poco valor militar realista, tales como campos de golf afiliados al ejército.